# Тащиловка
Тащиловка — населённый пункт (тип: железнодорожная станция) в Сердобском районе Пензенской области. Входит в состав Новостудёновского сельсовета.

## География
Железнодорожная станция расположена в юго-западной части области на расстоянии примерно в 5 километрах по прямой к востоку-северо-востоку от районного центра Сердобска.
Часовой пояс
Железнодорожная станция Тащиловка как и вся Пензенская область, находится в часовой зоне МСК (московское время). Смещение применяемого времени относительно UTC составляет +3:00.

## Население
| 2010 |
| ---- |
| 51   |

Национальный состав
Согласно результатам переписи 2002 года, в национальной структуре населения русские составляли 89 % из 139 чел..